# Alexandra de Sayn-Wittgenstein-Berleburg
Alexandra de Sayn-Wittgenstein-Berleburg, Condessa von Pfeil und Klein-Ellguth (20 de novembro de 1970, Copenhaga, Dinamarca) é a primeira filha da princesa Benedita da Dinamarca e Ricardo, 6.º Príncipe de Sayn-Wittgenstein-Berleburg. 
Sob as regras de sucessão estabelecidas pelo rei Frederico IX, uma vez que a princesa Benedita e seus filhos, incluindo a princesa Alexandra, não têm residência permanente na Dinamarca, eles renunciaram a seu lugar na linha de sucessão ao trono dinamarquês.  

## Casamentos e filhos
Alexandra casou em 6 de junho de 1998, no Palácio de Gravenstein, com o conde Jefferson von Pfeil und Klein-Ellguth, de quem se divorciou em 2017. O casal teve dois filhos:  
- Ricardo von Pfeil und Klein-Ellguth (14 de setembro de 1999, Copenhagen University Hospital, Rigshospitalet). Ricardo foi batizado na capela do Schloss Berleburg, Bad Berleburg, Alemanha, em 18 de dezembro de 1999. Seus padrinhos são seu tio Gustavo, Príncipe Herdeiro de Sayn-Wittgenstein-Berleburg, primos de sua mãe Príncipe Nicolau da Grécia e Dinamarca e príncipe Filipe de Hesse, a princesa Marta Luísa da Noruega, a prima de seu pai a condessa Andrea von Pfeil-Haag, e amigo da família Nadine Kettaneh-Farah. [4]
- Ingrid von Pfeil und Klein-Ellguth (16 de agosto de 2003, Hospital Universitário de Copenhague). Ingrid foi batizada na capela, Schloss Berleburg, Bad Berleburg, Alemanha. Seus padrinhos são o Frederico, Príncipe Herdeiro da Dinamarca, o príncipe Jorge de Sayn-Wittgenstein-Hohenstein, Martin Bleyer, a princesa Alexia da Grécia e Dinamarca, a princesa Natália de Sayn-Wittgenstein-Berleburg, e a condessa Bettina von Pfeil und Klein-Ellguth.

Em maio de 2019 casou-se em segundas núpcias com o nobre dinamarquês Michael Ahlefeldt-Laurvig-Bille, que já havia se separado duas vezes anteriormente. 

## Títulos, estilos e honras

### Títulos
- 20 de novembro de 1970 - 6 de junho de 1998: Sua Alteza Sereníssima a princesa Alexandra de Sayn-Wittgenstein Berleburg
- 6 de junho de 1998 - presente: Sua Alteza Sereníssima a princesa Alexandra de Sayn-Wittgenstein Berleburg, condessa Jefferson de Pfeil e Klein-Ellguth

### Honras

#### Honras nacionais
- Dinamarca: Medalha de prata do aniversário da rainha Margarida II e do Príncipe Henrique [5]
- Dinamarca: Medalha do Jubileu de Prata da rainha Margarida II [6]
- Dinamarca: Medalha de 100º aniversário do nascimento do Rei Frederico IX
- Dinamarca: Medalha Comemorativa da rainha Ingrid
- Dinamarca: Medalha 70º aniversário da rainha Margarida II
- Dinamarca: Medalha do Jubileu de Rubi da rainha Margarida II

#### Honras estrangeiras
- Suécia:  Medalha do  50ºaniversário do rei Carlos XVI Gustavo [7]